# FÉG P9RC
A P9RC é uma pistola semiautomática projetada por József Kameniczky e fabricada pela Fábrica de Armas FÉGARMY da Hungria.

## Projeto
A P9RC é uma versão ligeiramente modificada da P9R, um projeto baseado na Browning Hi-Power e na Smith & Wesson Model 59.
Há quatro diferenças notáveis: o conjunto da haste guia, a parte inferior do cano (na qual funciona o sistema de travamento do cano basculante), o extrator mais largo e as empunhaduras.
As P9R anteriores tinham empunhaduras de madeira, as posteriores também passaram a ter empunhaduras de plástico, enquanto as P9RC eram feitas apenas de plástico.

## Variantes

### NP-18
Cópia chinesa pela Norinco.

## Adoção
A P9RC foi selecionada como a nova pistola de serviço do exército e da polícia húngara, substituindo a PA-63 após 1996.

## Operadores
- Hungria